# Resolució 2289 del Consell de Seguretat de les Nacions Unides
La Resolució 2289 del Consell de Seguretat de les Nacions Unides fou adoptada per unanimitat el 27 de maig de 2016. Després de recordar les resolucions 2093, 2232 i 2245 sobre Somàlia, el Consell acorda ampliar el mandat de l'AMISOM a Somàlia fins al 8 de juliol de 2016 amb un màxim de 22.126 tropes i permet als països participants prendre totes les mesures necessàries per complir el seu mandat.
El Consell de Seguretat es va reunir amb Somàlia a la seu de Nacions Unides a Nairobi, ja que a Kenya hi havia nombrosos refugiats somalis i patia atacs terroristes del grup somali Al-Xabab.
El 19 de maig es van celebrar reunions a l'aeroport de Mogadiscio, per motius de seguretat. Allà es va instar al govern somali a continuar amb les eleccions presidencials que havien de tenir lloc a l'agost a pesar del malestar al país. Aquest govern ja havia indicat que les eleccions amb sufragi universal serien impossibles, com el 2012, i que només votarien els líders regionals, entre d'altres.